# 呉の滅亡 (三国)
呉の滅亡（ごのめつぼう）は晋（西晋）が呉を滅ぼし中国を統一した歴史事象であり、三国時代の最終期の戦争である。西晋の元号から「太康の役」とも呼ばれる。

## 概要
魏の朝廷を掌握した司馬昭は蜀漢を滅ぼした後の265年に病没し、司馬昭の子の司馬炎（晋の武帝）が権力を継承した。司馬炎は同年に曹奐（元帝）の禅譲を受けて皇帝に即位し、晋王朝を建てた。その後、279年に司馬炎は6方向より呉を攻めるように命令した。晋軍20万は破竹の勢いで呉軍を破り、280年3月15日に孫晧が降伏したことにより、中国を統一した。

## 過程

### 晋王朝の成立
263年、魏の実権を掌握していた司馬昭は、鍾会・鄧艾を派遣して蜀漢を滅ぼすことに成功し、司馬氏の勢力は一段と強まった。司馬昭はこの機会に呉の制圧をも目論んだが、鍾会・姜維が蜀の地で反乱を起こして鄧艾を含む数多くの将士を失い、呉を滅ぼすための十分に強大な水軍の保持に欠けていた上、蜀漢滅亡後の混乱に便乗して永安に攻めてきた呉軍を追い返すので精一杯だった。一方で、呉の交州で呂興が反乱を起こし、魏に救援を求めたため、魏は元蜀漢の将である霍弋を派遣させた。呂興はまもなく内輪もめで殺されたが、霍弋は引き続き交阯に太守を派遣し、交州は南方における魏、そして晋の橋頭堡となった。
この状況で司馬昭は、即時の開戦ではなく、まず外交によって呉を威圧しようとした。そこでまずは国内の慰撫に努め、国力を蓄えた。さらに、降伏した蜀漢の後主劉禅を安楽公に、蜀漢から魏に降伏した重臣達もそれぞれ侯に封じ、益州の地を安定化させることで、呉の人心を買おうとした。

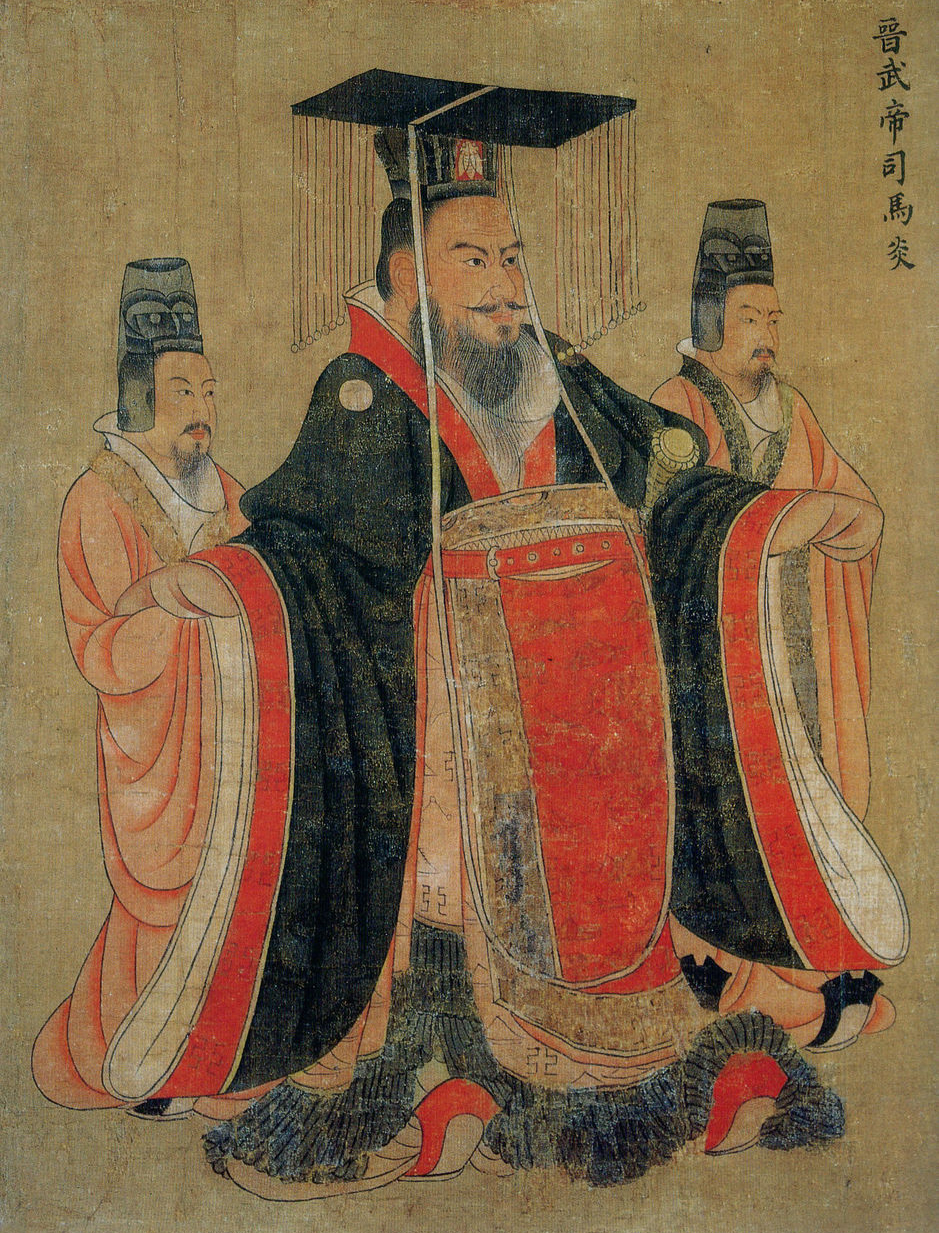
司馬炎（武帝）

264年3月、司馬昭は晋王に即位した。10月、司馬昭は呉に使者を派遣し、蜀漢滅亡の戦果をアピールした上で、あわよくばそのまま呉を屈服させようとした。265年8月病没したため、子の司馬炎が相国の地位と晋王の位を継承し、併せて魏の朝廷の実権を掌握した。同年12月元帝から禅譲を受け、国号を晋に改めた（歴史上、西晋と呼ぶ）。
一方の呉は孫権の治世の晩年から後継者争いが発生し、国力は低下していった。第3代皇帝孫休の時代に、いったん落着きを取り戻しかけたが、交州の離反と蜀漢滅亡で窮地に立たされた。264年に皇帝となった孫晧は、より強大となった魏への対応を迫られた。孫晧は魏の使者に対し、自ら皇帝と称さず下手に出ることで矛先を避けようとした（魏・晋にとって、孫晧はあくまで呉王であり、皇帝僭称者に過ぎない）。司馬昭にとっても禅譲を目前にした時点では、孫晧の返礼は十分な外交的成果となった。しかし晋が成立すると、孫晧は司馬昭の弔問名目で使者に遣わした丁忠に晋を与しやすしと進言されたのを機に、一方的に外交を打ち切った。孫晧は晋への北伐を企図する一方、享楽に耽り酒色に溺れ、宮殿造営などの土木工事を行い、諫める忠臣らを殺したため、怨嗟の声は上は朝廷の官人から下は民衆にまで広がった。

### 呉攻略の準備
司馬炎はこうした孫晧の態度を見て、南征のための将軍の選抜と軍隊出動の準備を行った。268年、孫晧は北伐と交州奪還の両面作戦に出たが、晋はいずれも撃退した。269年、司馬炎は羊祜を都督荊州諸軍事に任命して襄陽に駐屯させ、衛瓘を都督青州諸軍事に任命して臨淄に駐屯させ、叔父の司馬伷を都督揚州諸軍事に任命して下邳に駐屯させた。羊祜は兵を訓練し食糧を蓄え、さらに呉の民心をつかむことにも成功した。しかし270年、涼州で禿髪樹機能らによる非漢民族の大規模な反乱が起こり、しばらく対処に追われることになる。
271年、晋の支配下にあった交州は、虞汜・薛珝・陶璜らによって呉に再制圧された。272年、呉の西陵督である歩闡は孫晧に武昌への召還を命じられた。歩闡は危害を加えられることを恐れ、晋に降伏した。しかし歩闡は呉の陸抗（陸遜の次男）によって攻め滅ぼされ、晋は歩闡救援に失敗した（西陵の戦い）。同年王濬を益州刺史に任命し、大型船の建造と水軍訓練の密命を下し、呉攻略の準備を図った。王濬が造船した大船は、全長120歩・収容人数2000人、櫓や四面に大門を配し、馬が駆けることも可能で、さながら河の上の城のようなものであったという。こうした大船を大量に造り、晋は強大な水軍を作り上げた。しかし賈充を筆頭にした慎重論も根強く、開戦は先送りされた。司馬駿が禿髪の勢力を大きく弱体化させると、278年、羊祜は呉攻略を遺言して没した。杜預が後継に就任し、来るべき戦の準備を進めていった。また279年には馬隆が禿髪樹機能を討ち取り、非漢民族の反乱も一応収束させた。
一方、呉の皇帝孫晧は、晋の戦備に対しまったく警戒しておらず、長江の天険を頼りにするばかりで防備を増強せず、何回も晋に軍を派遣した。陸抗は晋が呉を滅ぼす準備をしていると察知し、建平郡・西陵郡に兵力の増強を要求した。また建平太守の吾彦も、長江に木くずが流れてきていることから、王濬が蜀で船を建造していると推測し、孫晧に対し「晋は必ず呉を攻める心づもりです。建平の兵を増強すべきです。建平が陥落しなければ、（晋軍は）長江を渡ることはできません（晋必有攻呉之計、宜増建平兵。建平不下、終不敢渡）」と述べたものの、孫晧はこれらの警告を無視した。さらに274年、陸抗が憂慮の中に死去すると、呉の中で晋に対抗できる名将はいなくなった。

### 攻略開始

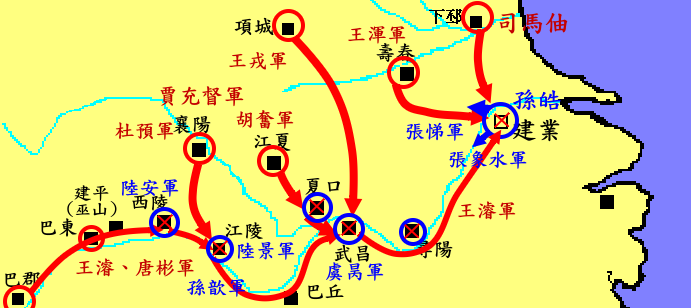
西晋軍による呉攻略の図

279年、杜預は呉の西陵督の張政と交戦し、これに勝利した。張政は敗戦を恥じて報告しなかったので、杜預はわざと孫晧のもとに捕虜を帰した。果たして張政は召還され、孫晧は守将を武昌監の劉憲に差し替え、征南将軍の成璩・西陵監の鄭広を増援として派遣した。杜預は張政を追い落とす計略が成功したのを見て、呉はすっかり傾いたと判断した。
同年、王濬と杜預は司馬炎に、呉討伐の時期が来たと上申した。杜預からの上書が届いた時、司馬炎は張華と囲碁を打っていたが、張華もまた杜預の意見に全面的に賛同した。これにより司馬炎は遂に征伐を決心した。この時点では鮮卑の禿髪樹機能はまだ健在だったが、折しも呉では広州で郭馬が反乱を起こし、反乱軍は広州・交州に拡大しており、呉は即座に鎮圧することができなかった。
12月、司馬炎は賈充を大都督に、楊済を副統領に任命し、各軍は攻勢を開始した。また張華には兵糧の運送と軍全体の進攻を統括させた。賈充はなおも慎重論を主張したが、司馬炎は「そなたが行かぬなら、私が自ら行くまでだ」と述べ、賈充に大都督を拝命させた。羊祜が生存中に策定した作戦の計画に従い、20万余の軍勢が、6方向より呉に侵攻を開始し、迅速に各地の呉軍の連携を断ち、各個撃破していった。司馬伷は下邳から涂中へ向かい、王渾は寿春（現在の安徽省六安市寿県）に出撃した。王戎は項城より武昌（現在の湖北省鄂州市鄂城区）に進攻し、胡奮は沙羡（現在の湖北省武漢市江夏区）から夏口（現在の湖北省武漢市武昌区）に進撃した。杜預は襄陽から江陵（現在の湖北省荊州市荊州区）を目指し、王濬と唐彬は水軍を指揮して、蜀から長江を下っていった。晋軍の西部方面からの軍が主に攻撃を担い、東部方面からの軍は呉軍の主力を牽制する責任を担った。各軍は協調行動をとり、司馬炎は、建平にいる王濬の軍に杜預の監督を受けるよう命令し、建業（現在の南京市）攻略は王渾が指揮を執る事となった。なお、馬隆が禿髪樹機能を討ったのもこのころである。
279年12月には王濬・唐彬が指揮を執る7万の軍勢が長江沿岸を攻略し、280年正月には王渾軍は既に長江を渡り、建業攻略の準備を始めた。
2月、王濬・唐彬が指揮を執る軍が、丹陽を攻撃し、西陵峡に進出した。呉軍は長江に鉄鎖を設置し、また、鉄の錐を長江に放ち、晋軍の前進を食い止めようとしたが敵わなかった。王濬は予め、大筏数十個を作り、筏の上に草で作った人形を配置し、筏を先行させ、鉄の錐を取り除かせ、火を用い鉄鎖を溶かした。晋軍は障害を順調に取り除き、西陵・夷道・楽郷・江陵へと進撃した。さらに胡奮も公安を攻め、ほとんどの戦は晋軍の勝利に帰した。唯一、建平の吾彦はよく守ったため、晋軍は早期の攻略は不可能とみて、抑えの兵を残して素通りしたが、大勢に影響はなかった。
一方、孫晧は丞相張悌に対し沈瑩・孫震等を率い3万の軍勢で晋軍の長江渡河を迎撃するよう命令した。張悌らは王渾軍を目標にしたが、結果は王渾配下の周浚によって、晋軍の大勝に終わった。これで張悌・沈瑩・孫震といった呉軍の将軍や兵士5,800人が惨殺されたため、呉は朝廷内から民衆まで大いに震え上がった。王渾軍は建業に接近し、配下の部将はすぐに建業攻略を王渾に建議した。しかし、王渾は司馬炎の長江以北を守ることという命令に従い、配下武将の建議を拒否、長江以北に軍隊を駐留させ、王濬軍を待つこととした。また司馬伷軍は長江付近に至り、建業を脅迫し始めた。

### 天下統一
司馬炎は王濬を都督益梁二州諸軍事に任命し、王濬と唐彬は継続して東方へ軍隊を進め、巴丘を攻略し、また胡奮と王戎には共に、夏口・武昌から長江を下り建業を攻撃するよう命令した。また、別動隊として杜預は南下し、零陵・桂陽・衡陽を占領した。王濬はこのとき、命令に従い夏口を攻略し、その後、王戎とともに武昌を奪取したため、晋軍の主力は長江の上流地域を完全に制圧した。
3月、王濬軍は三山に達した。孫晧は張象に軍を率いさせ抵抗を試みたが、呉の将兵に既に戦意はなく、旗を振り晋軍に投降した。このため孫晧は、さらに陶濬に2万の軍を率いさせ抵抗しようとしたが、その兵たちも出撃前に殆どが逃亡した。ここに至り、呉には守備する将兵がいなくなってしまい、各方面から進撃した晋軍は建業に到達した。孫晧は薛瑩・胡沖の計略により、投降する旨の書を持った使者を王濬・司馬伷・王渾に派遣し、離間策を試みたが徒労に終わった。3月15日、孫晧は片肌を脱いで後ろ手に縛らせた格好（肉袒面縛）で投降、王濬は捷報を上表した。
呉の滅亡により、後漢末期から続いていた群雄割拠・三国鼎立の時代は終わり、中国はふたたび統一国家となった。
晋の勝利の情報が司馬炎に届くと、司馬炎は涙を流して盃を取り交わし、「これは羊太傅（羊祜）の成功なり、惜しむらくは、彼が自分自身で見ることができなかったことだ（此羊太傅之功也、惜其不親見之耳）」と言った。また、呉から晋に投降して驃騎将軍に任命されていた孫秀は、朝廷から帰る時に長江がある南の方向を向き、「昔、討逆将軍（孫策）が壮年時代に一校尉から呉を作り上げた。しかし、今、孫晧が降伏することで江南を捨てる！悠悠なるかな蒼天、孫晧は何と言う暗君か（昔討逆壮年、以一校尉創立基業；今孫晧挙江南而棄之！悠悠蒼天，此何人哉！）」と泣きながら言った。
1985年、南京市（ほぼ建業に相当）で「大歳庚子晋平呉天下大平」と刻印された墓の磚が発掘された。西晋の統一から間も無い時期に作られたと推定されている。

## 重要参戦人物
|  | - 晋 - 監軍：使持節・仮黄鉞・大都督賈充 - 琅邪王司馬伷 - 琅邪相劉弘 - 長吏王恒 - 主将：龍驤将軍・都督梁益二州諸軍事王濬 - 巴東監軍・広武将軍唐彬 - 参軍何攀 - 参軍李毅 - 鎮南大将軍・都督荊州諸軍事杜預 - 参軍樊顕 - 参軍尹林 - 参軍鄧圭 - 平南将軍・都督江北諸軍事胡奮 - 襄陽太守周奇 - 牙門将管定 - 牙門将周旨 - 牙門将伍巣 - 征虜将軍・都督豫州諸軍事王渾 - 参軍陳慎 - 都尉張喬 - 殄呉護軍李純 - 司馬孫疇 - 折衝将軍・揚州刺史周浚 - 別駕何惲 - 安東将軍劉彪 - 建威将軍・豫州刺史王戎 - 参軍劉喬 - 参軍羅尚 - 度支尚書張華 | - 呉 - 皇帝孫晧（王濬に投降） - 太子孫瑾（王濬に投降） - 魯王孫虔（王濬に投降） - 丞相張悌（王濬に敗れ、戦死） - 丹陽太守沈瑩（王濬に敗れ、戦死） - 大将軍孫震（王濬に敗れ、戦死） - 游撃将軍張象（王濬に投降） - 鎮南大将軍・荊州牧陶濬（投降） - 無難督周処（投降） - 光禄勲薛瑩（王濬に孫晧の降伏文を渡して投降） - 中書令胡沖（王濬に孫晧の降伏文を渡して投降） - 司徒何植（王渾に孫晧の印を渡して投降） - 建威将軍孫晏（王渾に孫晧の印を渡して投降） - 江陵督伍延（杜預に捕縛後、斬殺） - 都督孫歆（杜預に捕虜にされる） - 牙門将孔忠（王渾に敗れる） - 将軍兪恭（王渾に捕虜にされる） - 将軍周興（王渾に捕虜にされる） - 厲武将軍陳代（王渾に投降） - 平虜将軍朱明（王渾に投降） - 丹陽監盛紀（王濬に捕虜にされる） - 西陵督・鎮南将軍留憲（王濬に捕縛後、斬殺） - 征南将軍成璩（王濬に捕縛後、斬殺） - 西陵監鄭広（王濬に捕縛後、斬殺） - 宜都太守虞忠（王濬に敗れ、戦死） - 夷道監陸晏（王濬に敗れ、戦死） - 中夏督陸景（王濬に敗れ、戦死） - 平西将軍施洪（王濬に投降） - 謀士蔡機（司馬伷に捕虜にされる） - 大司馬副軍師諸葛靚（王渾に投降） - 謀士孫奕（王渾に投降） - 都督武昌諸軍事虞昺（王戎に投降） - 将軍孫述（王戎に投降） - 将軍楊雍（王戎に投降） - 江夏太守劉朗（王戎に投降） - 牙門将孟泰（王戎に投降） - 都督広州諸軍事・鎮南将軍・広州牧滕脩（投降） - 広州刺史閭豊（投降） - 蒼梧太守王毅（投降） - 武昌督・前将軍・交州牧陶璜（投降） - 建平太守吾彦（投降） |

## 漢詩
| 西塞山懐古（唐・劉禹錫） |                             |
| 原文                     | 書き下し文                  |
| 西晋樓船下益州           | 西晋の楼船 益州より下り     |
| 金陵王氣黯然收           | 金陵の王気 黯然として収まる |
| 千尋鐵鎖沈江底           | 千尋の鉄鎖 江底に沈み       |
| 一片降旛出石頭           | 一片の降旛 石頭より出づ     |
| 人世幾回傷往事           | 人世 幾回も往事を傷み       |
| 山形依舊枕江流           | 山形 旧に依りて江流に枕す   |
| 今逢四海爲家日           | 今逢ふ 四海を家と為す日     |
| 故壘蕭蕭蘆荻秋           | 故塁蕭蕭たり 蘆荻の秋       |